# Julien Josephson
Julien Josephson (Roseburg, 24 ottobre 1881 – Hollywood, 14 aprile 1959) è stato uno sceneggiatore statunitense.
Nel novembre 1930, fu candidato all'Oscar alla migliore sceneggiatura per il film Disraeli.

## Filmografia
- The Arrow Maker's Daughter, regia di Jay Hunt - cortometraggio (1914)
- Freckles, regia di Scott Sidney - cortometraggio (1914)
- Mountain Dew, regia di Thomas N. Heffron (1917)
- The Hired Man, regia di Victor L. Schertzinger (1918)
- The Biggest Show on Earth, regia di Jerome Storm (1918)
- Playing the Game, regia di Victor Schertzinger (1918)
- Fuss and Feathers, regia di Fred Niblo (1918)
- String Beans, regia di Victor L. Schertzinger (1918)
- The Midnight Patrol, regia di Irvin Willat (1918)
- Il fulmine di Piperville (Greased Lightning), regia di Jerome Storm (1919)
- Hay Foot, Straw Foot, regia di Jerome Storm (1919)
- Bill Henry, regia di Jerome Storm (1919)
- The Egg Crate Wallop, regia di Jerome Storm (1919)
- Crooked Straight, regia di Jerome Storm (1919)
- Red Hot Dollars, regia di Jerome Storm (1919)
- Paris Green, regia di Jerome Storm (1920)
- Homespun Folks, regia di John Griffith Wray (1920)
- The Jailbird, regia di Lloyd Ingraham (1920)
- Dangerous Curve Ahead, regia di E. Mason Hopper (1921)
- Watch Your Step, regia di William Beaudine (1922)
- L'uomo con due madri (Man with Two Mothers), regia di Paul Bern (1922)
- Extra! Extra!, regia di William K. Howard (1922)
- Head Over Heels, regia di Paul Bern, Victor Schertzinger (1922)
- His Back Against the Wall, regia di Rowland V. Lee (1922)
- L'isola delle perle (The Man Unconquerable), regia di Joseph Henabery (1922)
- The Old Homestead, regia di James Cruze (1922)
- The Cowboy and the Lady, regia di Charles Maigne
- Hungry Hearts, regia di E. Mason Hopper (1922)
- All the Brothers Were Valiant, regia di Irvin Willat (1923)
- Brass, regia di Sidney Franklin (1923)
- Main Street, regia di Harry Beaumont (1923)
- The Printer's Devil, regia di William Beaudine (1923)
- The Country Kid, regia di William Beaudine (1923)
- Daddies, regia di William A. Seiter (1924)
- The Tenth Woman, regia di James Flood (1924)
- The Narrow Street, regia di William Beaudine (1925)
- My Wife and I, regia di Millard Webb (1925)
- How Baxter Butted In, regia di William Beaudine (1925)
- Mille disgrazie e una fortuna (His Majesty, Bunker Bean), regia di Harry Beaumont (1925)
- Rose of the World, regia di Harry Beaumont (1925)
- Il ventaglio di Lady Windermere (Lady Windermere's Fan), regia di Ernst Lubitsch (1925)
- The Bat, regia di Roland West (1926)
- It Must Be Love, regia di Alfred E. Green (1926)
- Forever After, regia di F. Harmon Weight (1926)
- Il corsaro mascherato (The Eagle of the Sea), regia di Frank Lloyd (1926)
- The Whirlwind of Youth, regia di Rowland V. Lee (1927)
- Two Flaming Youths, regia di John Waters (1927)
- A Ship Comes In, regia di William K. Howard (1928)
- The Red Mark, regia di James Cruze (1928)
- Do Your Duty
- Disraeli, regia di Alfred E. Green (1929)
- The Climax, regia di Renaud Hoffman (1930)
- La dea verde (The Green Goddess), regia di Alfred E. Green (1930)
- Kiss Me Again, regia di William A. Seiter (1931)
- Misbehaving Ladies, regia di William Beaudine (1931)
- The Millionaire, regia di John G. Adolfi (1931)
- Hell Bound, regia di Walter Lang (1931)
- Alexander Hamilton, regia di John G. Adolfi (1931)
- The Man Who Played God, regia di John G. Adolfi (1932)
- The Expert, regia di Archie Mayo (1932)
- Una famiglia 900 (A Successful Calamity), regia di John G. Adolfi (1932)
- Montagne russe (State Fair), regia di Henry King (1933)
- Chance at Heaven, regia di William A. Seiter (1933)
- Abbasso le bionde (Redheads on Parade), regia di Norman Z. McLeod (1935)
- Alle frontiere dell'India (Wee Willie Winkie), regia di John Ford (1937)
- Zoccoletti olandesi (Heidi), regia di Allan Dwan (1937)
- Suez, regia di Allan Dwan (1938)
- L'esploratore scomparso (Stanley and Livingtone), regia di Henry King e Otto Brower (1939)
- La grande pioggia (The Rains Came), regia di Clarence Brown (1939)
- The Great Gildersleeve, regia di Gordon Douglas (1942)
- Happy Land, regia di Irving Pichel (1943)